# Wendelin Foerster

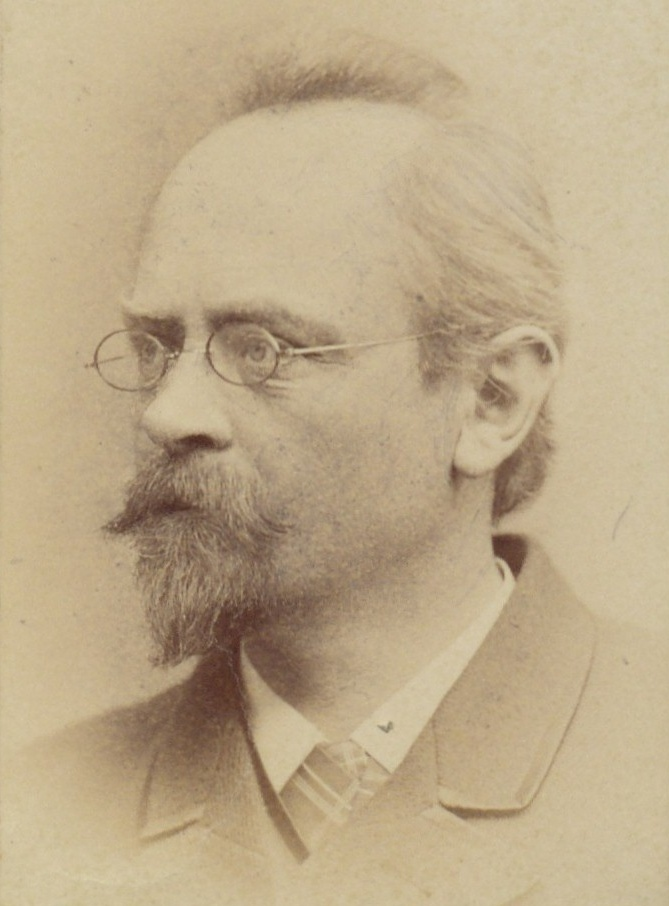
Wendelin Foerster

Wendelin Foerster, född 10 februari 1844, död 18 maj 1915, var en österrikisk språkforskare.
Efter studier i Wien blev Foerster gymnasielärare i Wien och Brünn, och därefter docent i romansk filologi i Wien samt senare professor i samma ämne i Prag. År 1876 blev han som Friedrich Christian Diez efterträdare kallad till den romanska professuren i Bonn. 
Foerster var en av sin tids främsta romanister. Hans flit och arbetsförmåga var otrolig, och det antal fornfranska texter han hann kopiera och utge är mycket stort. Främst bland dessa är hans upplagor av Chrétien de Troyes verk i en stor kritisk upplaga (4 band 1884–99), dels en liten upplaga, i vilken ingår en ordbok (1914). 
Inledningen och kommentarerna till dessa är ytterst viktiga. I sin inledning försöker Foerster visa, att Chrétien är en originell skald, som först upptagit sitt stoff från keltiska sägner i Bretagne, medan Gaston Paris trott sig hitta föregångare till Chrétien i England och anglonormandisk litteratur. 
Andra textutgåvor främjade Foerster genom redigerandet av Altfranzösische Bibliothek (10 band, 1879–1887) och Romanische Bibliothek (24 band, 1888–1926). Viktig för de vetenskapliga studierna är vidare Altfranzösisches Übungsbuch, utgiven tillsammans med Eduard Koschwitz (6:e upplagan 1921). Han skrev även en mängd filologiska artiklar i Zeitschrift für romanische Philologie.